# Отел
Отел (фр. Autels) насеље је и општина у североисточној Француској у региону Пикардија, у департману Ен (Пикардија) која припада префектури Лаон.
По подацима из 2011. године у општини је живело 74 становника, а густина насељености је износила 12,35 становника/km². Општина се простире на површини од 5,99 km². Налази се на средњој надморској висини од 217 метара (максималној 260 m, а минималној 178 m).

## Демографија
| 1962. | 1968. | 1975. | 1982. | 1990. | 1999. | 2011. |
| ----- | ----- | ----- | ----- | ----- | ----- | ----- |
| 146   | 146   | 118   | 89    | 99    | 74    | 74    |

График промене броја становника у току последњих година